# Agora Nós
Agora Nós foi um programa de televisão português exibido entre 22 de setembro de 2014 e 17 de abril de 2019 na RTP1. Ao longo dos seus episódios, este programa contava com espaços musicais, de animação, concursos e entrevistas a convidados nacionais, bem como internacionais, que revelavam as suas histórias de vida.

## História
Em 2014, e com a intenção de renovar as manhãs e as tardes da RTP1, devido às baixas audiências registadas nessas faixas de horário, a direção da RTP1 acabou por ditar o fim da Praça da Alegria, na altura produzido em Lisboa, e do Portugal no Coração. Durante o verão acabou por ser anunciado que os novos programas que iriam ocupar as manhãs e as tardes, seriam, respetivamente, o Agora Nós, produzido pela Coral Europa e apresentado pela Tânia Ribas de Oliveira e pelo José Pedro Vasconcelos, e o Há Tarde, produzido pela Eyeworks Portugal e apresentado pelo Herman José e pela Vanessa Oliveira. Inicialmente estaria previsto que o Agora Nós fosse apresentado apenas pela Tânia Ribas de Oliveira, mas após algum tempo, acabou também por ser confirmado a presença de José Pedro Vasconcelos na apresentação do formato, passando assim a acumular a apresentação deste programa com a apresentação do 5 Para a Meia-Noite.
Desde a estreia, em 22 de setembro de 2014, que o programa acabou por registar audiências mais elevadas que os programas antecessores, não chegando a primeiro, mas em muitas ocasiões chegando de forma isolada a segundo lugar.
Com a chegada da nova administração da RTP no início de 2015, uma das medidas anunciadas foi que a faixa das manhãs voltaria a ser realizada no Porto, trazendo de novo à luz do dia o antigo programa Praça da Alegria. Com esta medida, acabou por ser inicialmente previsto que o Agora Nós acabasse no final de junho de 2015 e que apenas o Há Tarde continuasse em antena durante as tardes, mas tal acabou por não se registar. De facto, Herman José, devido aos seus espetáculos pelo país, acabou por não mostrar muita disponibilidade para continuar com a apresentação do Há Tarde, tendo portanto a direção da RTP1 decidido em não só continuar com o programa, mas também tendo transferido o Agora Nós para a faixa da tarde, mas desta vez com temas mais leves do que quando era feito de manhã. Nesta transição também foi mudada a produtora, tendo o Agora Nós passado a ser produzido pela Eyeworks Portugal (ou Warner Bros. International Television Production Portugal), produtora anterior do Há Tarde.
Ao longo do programa também foram ocorrendo episódios caricatos, como foi o caso do programa de 17 de março de 2015 em que devido às férias de José Pedro Vasconcelos e com uma indisposição inesperada de Tânia Ribas de Oliveira, Júlio Isidro acabou por ir apresentar o programa em última hora (tendo também apresentado no dia seguinte). Ambos os programas apresentados pelo Júlio conseguiram elevar as audiências do formato, colocando o programa em segundo lugar nas audiências em ambos os dias.
A partir do início de 2016, a produção do programa acabou por ser assumida pela própria RTP, numa ação de poupança de custos em programas que poderiam passar a ser produzidos pela RTP.
Desde o início do programa que o estúdio e o genérico já mudaram por diversas vezes de cenário e grafismo, de forma a atrair mais audiência.
Em 15 de fevereiro de 2019, foi anunciado que Tânia Ribas de Oliveira e Zé Pedro Vasconcelos, deixariam a condução do programa para trabalharem em novos projetos, passando a apresentação a estar a cargo de Vanessa Oliveira entre 18 de fevereiro de 2019 e 17 de abril de 2019.
Como pequena curiosidade, há o facto do estúdio mais recente do Agora Nós ser utilizado para a gravação de três programas diferentes, o Agora Nós, o Diga Doutor e o 5 Para a Meia-Noite, mas neste último sendo o programa gravado no lado oposto do estúdio, mas utilizado na mesma as mesmas bancadas para a plateia.

## Repórteres
- Catarina Camacho
- Serenella Andrade
- Joana Teles
- Tiago Góes Ferreira
- Isabel Angelino

## Rubricas

### Diga Doutor
- O Dr. João Ramos responde a dúvidas sobre o tema de saúde tratado semanalmente no Agora Nós, respondendo também a telefonemas feitos em direto para o programa.

### Agora, Contas
- Camilo Lourenço explica o que fazer para melhorar contas financeiras pessoais.

### Agora, Memórias
- Serenella Andrade mostra programas que marcaram a história da RTP, trazendo consigo parte do elenco desses mesmos programas.

### Flor de Sal
- Flor de Sal é uma novela improvisada no Agora Nós, que tem com personagens Salvador (José Pedro Vasconcelos) e Paula (Tânia Ribas de Oliveira), um casal que passa por diversas várias crises, e que por vezes conta com outros para os ajudar (quando há convidados no momento do programa).

## Spin-Off's

### Diga Doutor
Em fevereiro de 2016 foi anunciado que a rubrica Médico de Família (agora chamada de Diga Doutor para coincidir com o programa semanal), apresentado pelo Dr. João Ramos iria ter o seu próprio programa aos sábados de manhã por volta as 12 horas. Neste novo programa que é gravado em direto, em vez do doutor atender chamadas em direto tal como é feito durante a sua rubrica no Agora Nós, neste novo formato, em cada episódio é abordado um tema, sendo o mesmo abordado por diversos especialistas na área.